# NGC 3240
NGC 3240 (другие обозначения — ESO 568-3, MCG -4-25-7, IRAS10221-2132, PGC 30515) — спиральная галактика (Sc) в созвездии Гидра.
Этот объект входит в число перечисленных в оригинальной редакции «Нового общего каталога».
В галактике вспыхнула сверхновая SN 2001M типа Ic, её пиковая видимая звездная величина составила 17,5.
Галактика NGC 3240 входит в состав группы галактик NGC 3233. Помимо NGC 3240 в группу также входят NGC 3233 и ESO 567-51.